# Pyrenacantha grandiflora
Pyrenacantha grandiflora är en tvåhjärtbladig växtart som beskrevs av Henri Ernest Baillon. Pyrenacantha grandiflora ingår i släktet Pyrenacantha och familjen Icacinaceae. Inga underarter finns listade i Catalogue of Life.